# Фазиль Куджук
Фазиль Куджук (тур. Fazıl Küçük Turkish pronunciation: [faˈzɯl cyˈtʃyc]
, грец. Φαζίλ Κιουτσούκ; 14 березня 1906, Нікосія — 15 січня 1984, Лондон) — політик, перший віце-президент Республіки Кіпр від громади турків-кіпріотів. Один із ідеологів таксиму, підтримував проголошення незалежності Північним Кіпром.

## Біографія
Фазиль Куджук, син фермера, народився в 1906 році у передмісті Нікосії — Ортакой.  Після закінчення турецької гімназії в Нікосії, він  продовжив вивчати медицину в університетах Стамбула, Лозани та Парижа.   
1937 — повернувся на Кіпр і розпочав медичну практику, але вельми скоро захопився політикою. 
1941 —  заснував газету «Халкін Сесі» («Голос народу») і став головним редактором.     
1943 — заснував Кіпріотську Турецьку Національну Народну Партію (Kıbrıs Millî Türk Halk Partisi). Однією з цілей партії було запобігання приєднання острова у склад  Греції — енозісу. Пізніше партія змінила назву на Кіпріотський Турецький Національний Союз (Kıbrıs Milli Türk Birliği). 
1943 — перша значуща політична посада: доктор Фазиль Куджук був обраний депутатом міської асамблеї міста Нікосія.  
1955 — після серії кривавих атак грецьких націоналістів з ЕОКА, спільно з Рауфом Денкташем заснував Турецьку організацію оборони. 
1959 - був представником від турецької громади Кіпру на Лондонській та Цюріхській конференціях щодо незалежності Кіпру.  
1959 — був обраний віце-президентом Республіки Кіпр за квотою турків кіпріотів.  
1963 — під час подій Кривавого різдва представляв турецьку сторону на переговорах з Великою Британією про розміщення миротворчих сил. Тоді ж  створив та очолив турецьку адміністрацію, що займалася управліннями турецькими анклавами. 
1973 — передав посаду віце прем'єра Кіпру Рауфу Денкташу і відійшов від активної політики, сконцентрувавшись на виданні газети «Халкін Сесі».   
1983 — підтримав проголошення незалежності Північним Кіпром. 
1984 — помер у лікарні Лондона від важкої хвороби.